# 金浦 (笠岡市)
金浦（かなうら）は、岡山県笠岡市にある大字である。同市編入前は小田郡金浦町（金浦村）に属する大字である西浜（ようすな）を名乗った。編入後に現行の名称に改称している。明治以前は西浜村であった。
古くからの漁港として栄え、現在も江戸時代からの古い町並みが、所々に残る。また源平合戦（治承・寿永の乱）を模した「ひったか」「おしぐらんご」といった地区の伝統祭が毎年5月下旬から6月上旬頃に開催されている。
郵便番号は〒714-0057（笠岡郵便局管区）。人口は4594人（男性2215人、女性2379人）。世帯数は2182世帯（いずれも令和3年10月現在）。面積は平方0.93km。

## 沿革

### 歴史
市の西南部金浦湾の東岸にある大きな漁港集落である。『和名類聚抄』に載る小田郡魚渚郷に属したとされる。笠岡市編入以前は、西浜と書いて「ようすな」と称していた。
この地方は毛利氏が領していたが慶長5年の関ヶ原の戦い後、幕府領（天領）となる。その後元和5年から備後福山藩主・水野氏が領有。元禄11年水野氏除封のあとは、幕府領に復し、笠岡代官所が管理した。『備中村鑑』によれば、西浜村の石高は152石4升であった。
1889年（明治22年）6月1日、町村制施行により吉浜村などと合併して金浦村（のち金浦町）を置き大字西浜と称した。
1952年（昭和27年）4月1日、東隣の笠岡町に編入合併、市制施行し笠岡市となる。大字を西浜から旧町名の金浦に改称し、現在に至る。なお、西浜の地名は大字としては改称したが、現在も地区内外でその名は使用されており、小字でも一部その名を残している。また、バス停などにもその名を冠している。

### 地名の由来
旧称の「西浜（ようすな）」は、『和名類聚抄』に載る古代郷名の「魚渚郷」の遺称とされる。同郷は「伊乎須奈（いをすな）」と万葉仮名が付されており、それが変化して「ようすな」となったとされる。
現名称の金浦は、旧町（村）名から取ったもので、金浦湾に由来する。金浦湾は、日に照らされ海面が輝く様子に由来する名称といわれる。

## 地勢
山岳
- 竜王山

河川
- 吉田川

海域
- 金浦湾

## 主要施設
郵便局
- 金浦郵便局

福祉施設
- 金浦保育園

笠岡市福祉事業会
- 笠岡学園
- 新川保育園

金融機関
- 笠岡信用組合金浦支店

神社仏閣
- 八幡神社
- 祇園宮
- 報恩寺 - 真言宗
- 光明院 - 真言宗

史跡
- 陶山城跡 - 陶山備中守が拠った

橋
- 千歳橋(県道と旧2号線との分岐点)
- たぬき橋(千歳橋のすぐ北にある小さな橋)

## 交通
道路
- 国道2号
- 岡山県道289号
- 備南広域農道

鉄道
- 西日本旅客鉄道山陽本線（駅はなし）